# Poro (re indiano)

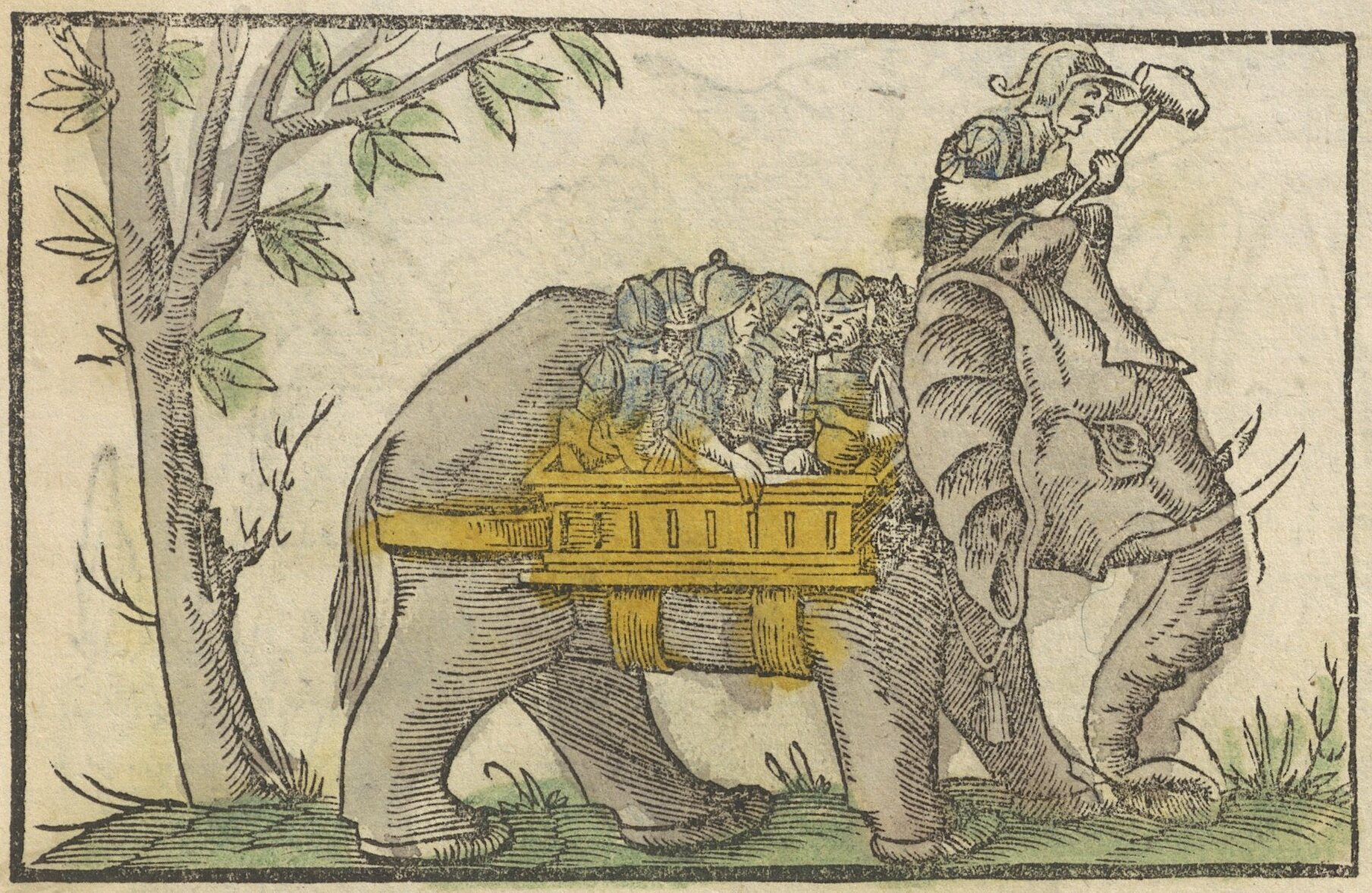
Gli elefanti di Poro dalla Cosmografia di Munster.

Poro (da Puru, latinizzazione del greco Πῶρος - Porus, dal sanscrito पुरुषोत्तम Purushottama; Panjab, ... – Panjab, 317 a.C.) fu un sovrano della dinastia dei Paurava, nell'antica Panjab nord-occidentale (oggi corrispondente anche al Pakistan), vissuto nel IV secolo a.C..

## Biografia
Signore di una zona tra l'Idaspe (odierno Jhelum) e l'Acesine (India nord - occidentale), si alleò con l'imperatore persiano Dario III Codomanno quando dovette fronteggiare il re macedone Alessandro Magno a Gaugamela, nel 331 a.C., inviandogli un contingente di 1000 fanti e 15 elefanti comandati da due dei suoi figli. Successivamente, allorché il conquistatore macedone decise di invadere le province dell'India, chiedendo a tutti i ragià indiani di fare atto di sottomissione, Poro gli fece pervenire una minacciosa risposta: «Mi preparo ad accogliervi, ma con le armi!». Oppose dunque una forte resistenza all'avanzata di Alessandro Magno, alleatosi con alcuni principi locali a lui ostili, tra cui Tassile, re di Taxila (nell'odierno Pakistan). Lo scontro tra le forze di Poro e quelle di Alessandro avvenne nel 326 a.C., sulle rive dell'Idaspe: il re indiano disponeva di 50.000 uomini, 3000 cavalieri e ben 200 elefanti da guerra, Alessandro di 50.000 fanti e 4000 cavalieri. Gli indiani costruirono uno sbarramento sulla sponda opposta del fiume, mettendo in prima linea gli elefanti, in modo da spaventare i cavalli avversari.
Il sovrano macedone fece accampare i suoi uomini di fronte ai nemici, mentre in segreto cercava un guado per poter attraversare il fiume, trovandolo parecchi chilometri più a nord, presso un'isola in mezzo al corso d'acqua. Una notte Alessandro, fatti gettare due ponti tra la terraferma e l'isola, fece attraversare il fiume al grosso del suo esercito, mentre una parte dei macedoni restava nel proprio accampamento di fronte a quello nemico, per far credere che fosse ancora lì. All'alba, transitato sul guado opposto, l'esercito macedone minacciò direttamente il fianco destro nemico. Poro ci mise parecchio per capire che quella a nord non era un diversivo, e impiegò parecchio per decidere il da farsi. Da una parte, se attaccava direttamente Alessandro rischiava di farsi prendere alle spalle dal contingente nemico rimasto al campo, mentre se rimaneva ad affrontare l'accampamento macedone, si sarebbe fatto prendere sul fianco dal sovrano avversario. Decise allora di marciare contro Alessandro, lasciando comunque una parte del suo esercito ad arginare l'eventuale attacco del resto dell'armata macedone.
Ma il terreno paludoso lungo l'argine del fiume complicò la sua marcia e quindi gli attacchi degli elefanti; riuscì comunque nel suo scopo, ovvero terrorizzare i cavalli avversari che, imbizzarriti, scaraventarono a terra i loro cavalieri, rendendoli facile preda degli arcieri indiani. Alessandro fu abile: dopo un iniziale sbandamento, il re macedone utilizzò i pachidermi nemici come muro contro cui far andare a sbattere la fanteria indiana, pressata dalla manovra a tenaglia della sua ala di cavalleria e di un contingente di riserva, cui aveva affidato il compito di aggirare lo schieramento indù e sorprenderlo alle spalle. In pratica, gli elefanti svolsero il ruolo rivestito solitamente dalla falange, ovvero quello dell'incudine. Lo stesso Poro, dal suo elefante da guerra, combatté valorosamente, scagliando lance contro i nemici che si avvicinavano circondandolo. la battaglia finì: i macedoni persero 1000 uomini, contro i 23.000 del nemico, tra cui due figli del ragià.
Alessandro, ordinò ai suoi di spogliare il cadavere ma il ragià indiano fu difeso valorosamente dal suo elefante che impedì a chiunque di molestare il suo padrone e addirittura, con la proboscide, svelse la lancia conficcata nella sua spalla. Commosso da ciò, il condottiero ellenico andò a trovare l'avversario, che, ferito, era stato preso in cura dai suoi. Alla domanda di come volesse essere trattato, Poro rispose orgogliosamente: "Come un re!". E Alessandro lo trattò da re: lo reinsediò nel suo palazzo, gli lasciò il regno e anzi lo nominò satrapo di tutti i territori indiani, finora conquistati, pur sotto l'autorità del comandante militare macedone di Alessandria Nicea. In tal modo divenne, dunque, un suo vassallo. Dal canto suo, Poro donò all'antico avversario un contingente di 5000 uomini, per farlo proseguire nelle sue conquiste oltre il Gange, ma l'esercito del conquistatore rifiutò di andare avanti e pertanto lo costrinse a tornare indietro. Successivamente, dopo la morte di Alessandro, nel 323 a.C., Poro fu tra i protagonisti della riscossa contro il dominio macedone.